# Protobothrops kaulbacki
Espèce
Synonymes
- Trimeresurus kaulbacki Smith, 1940

Statut de conservation UICN

 DD  : Données insuffisantes
Protobothrops kaulbacki est une espèce de serpents de la famille des Viperidae. 

## Répartition
Cette espèce se rencontre :
- dans le nord de la Birmanie ;
- dans le sud de la république populaire de Chine
- en Inde dans l’État d'Arunachal Pradesh.

## Description
Les mâles mesurent jusqu'à 134 cm dont 22,5 cm pour la queue et les femelles jusqu'à 141 cm dont 23 cm pour la queue. Cette espèce présente une teinte générale gris terne ou vert olive. Son dos est taché de grandes marques losanges noirâtres parfois reliées entre elles et de petits points sur les flancs. Sa tête présente des lignes jaunes symétriques.
C'est un serpent venimeux.

## Étymologie
Cette espèce est nommée en l'honneur de Ronald John Henry Kaulback (1909–1995).

## Publication originale
- Smith, 1940 : The Amphibians and Reptiles obtained by Mr. Ronald Kaulback in Upper Burma. Records of the Indian Museum, vol. 42, p. 465-486 (« texte intégral »(Archive.org • Wikiwix • Archive.is • Google • Que faire ?)).